# رافیک آرزومانیان
رافیک آرزومانیان ((ارمنی: Ռաֆիկ Արզումանյան) زاده ۱۳۲۳– درگذشته ۴ فروردین ۱۳۷۹) فیلم‌بردار و تصویربردار تلویزیونی ایرانی ارمنی‌تبار بود.

## زندگی‌نامه
رافیک در سال ۱۳۲۳ خورشیدی در تهران زاده شد. پس از پایان دورهٔ دبیرستان، برای تحصیل در رشتهٔ فیلم‌برداری به ایتالیا رفت و پس از فارغ‌التحصیلی در سال ۱۳۵۱ به ایران بازگشت و به‌عنوان فیلمبردار فیلم‌های ۱۶ میلیمتری در «تلویزیون آموزشی» که زیر نظر سازمان رادیو تلویزیون ملی ایران بود، مشغول به کار شد و در تعداد فراوانی فیلم مستند سیاه‌وسفید همکاری کرد. کارگردان بیشتر این فیلم‌ها «جمشید سپاهی» بود.
پس از انقلاب و در سال ۱۳۵۹، فیلم‌برداری مستند «میعاد در سپیده‌دم» (به کارگردانی حمید تمجیدی) را به‌طور مشترک با فریدون حدادیان و زهرا علیرضایی انجام داد و در همین سال، مستند «دریغ است ایران» (به کارگردانی جمشید سپاهی) را فیلم‌برداری کرد.
او مدت‌ها از اعضای ثابت گروه فیلم‌برداران شبکه دوم صدا و سیما بود و در گروه ادب و هنر این شبکه، نمایش‌های تلویزیونی فراوانی را تصویربرداری کرد که از آن جمله می‌توان به «آخرین نوار کراپ» و «هانل» اشاره کرد. آرزومانیان همچنین در بیشتر برنامه‌های مذهبی و ویژهٔ ماه‌های عزاداری به عنوان تصویربردار حضور داشت. از آخرین کارهای او می‌توان به مجموعهٔ نمایشی «نمایش‌های ملل» و «خانه‌های قدیمی تهران» اشاره کرد.
وی در روز ۴ فروردین ۱۳۷۹ بر اثر سکته قلبی درگذشت.

## گزیدهٔ آثار

### فیلم‌های مستند
- ۱۳۷۲ - بررسی نمایش‌های سنتی ایران (؟)
- ۱۳۵۹ - دریغ است ایران (جمشید سپاهی)
- ۱۳۵۹ - میعاد در سپیده‌دم (حمید تمجیدی)
- ۱۳۵۵ - سیری در پرده‌های شاهنامهٔ بایسنغری (جمشید سپاهی)
- ۱۳۵۵ - کاغذ و چاپ (جمشید سپاهی)
- ۱۳۵۴ - موزهٔ آقابابا (جمشید سپاهی)
- ۱۳۵۳ - خانهٔ اینوشیناک (جمشید سپاهی)

### نمایش‌ها و سریال‌های تلویزیونی
- ۱۳۷۴ - تله‌تئاتر «آندروماک» (احمد آسوده)
- ۱۳۷۴ - تله‌تئاتر «قاضی و رئیس دادگاه خانواده» (منیژه محامدی)
- ۱۳۷۴ - تله‌تئاتر «خانه عروسک» (منیژه محامدی)
- ۱۳۷۳ - تله‌تئاتر «حکایتی و حکمتی» (مجتبی یاسینی)
- ۱۳۶۸ - تله‌تئاتر «قبل از انفجار» (حسین فرخی)